# Émilie Barrucand
Émilie Barrucand, née le 26 octobre 1979 à Montmorency (Val-d'Oise), est une anthropologue engagée spécialiste des peuples autochtones, écrivaine. Elle est directrice de l'ONG française Wayanga.  

## Biographie
En 2001 elle part au Brésil comme apprentie journaliste et elle réussit à se faire accepter par le peuple des Kayapos (la tribu du chef Raoni).  Elle en revient convaincue qu'il faut aider ces peuples autochtones. Elle fonde l'association Wayanga dont l'objectif est d'aider les occidentaux à comprendre les atteintes dont sont victimes les terres des peuples autochtones du Brésil, envahies qu'elles sont par les bûcherons, les planteurs de soja ou les orpailleurs.
Elle publie un livre, en 2005, intitulé « Wayanga : Amazonie en Sursis », aux Éditions du Cherche-Midi, autour de ses actions, pour faire respecter les droits des Indiens, leurs cultures et leurs terres, menacés par la déforestation sauvage.
Elle est l'auteur du documentaire Parmi les Hommes-Amazonie, diffusé sur FranceÔ, en juillet 2013. Elle y présente le combat des Indiens Paresi pour la préservation de leur culture, de leur langue et celle de l'environnement.
Elle met en place, en 2007, avec la ville de Besançon, un programme pédagogique à destination des enfants de la ville pour les sensibiliser à ces sujets. 
Elle a organisé, avec son association Wayanga, en 2005, la visite européenne d’une délégation de leaders autochtones d’Amazonie afin qu’ils puissent parler de leurs préoccupations concernant l’avenir de l’Amazonie et obtenir des soutiens politiques et médiatiques internationaux pour mieux défendre leurs droits et leurs terres